# Campeonato Mundial de Ajedrez 2000 (Clásico)
El Campeonato Mundial de Ajedrez 2000 (Oficioso), patrocinado por Braingames, fue un encuentro entre el retador Vladímir Krámnik de Rusia y su compatriota Gari Kaspárov. El match fue jugado en Londres, Inglaterra. El primer juego empezó el 8 de octubre de 2000. El último juego empezó el 4 de noviembre del mismo año, que terminó empatado. Krámnik ganó el match 8½-6½.

## Trasfondo
Tras el Cisma del ajedrez creado en 1993 con la salida de Kaspárov de la FIDE, la PCA logró completar un ciclo completo que acabó con el enfrentamiento entre Kaspárov y Viswanathan Anand en 1995.
Cabe señalar que tanto los medios especializados, revistas así como los aficionados dejaron mayoritariamente de ver a Kaspárov como campeón del mundo, refíriéndose a él simplemente como el número 1 del mundo o campeón oficioso.
Desde 1995 en adelante no se organizó ningún ciclo para el título que Kaspárov según su versión mantenía, si bien seguía siendo indudablemente el mejor jugador del mundo. Tras diversos intentos y conversaciones fallidas, terminó organizándose un encuentro entre Alexéi Shírov y Vladímir Krámnik en Cazorla en 1998, encuentro en el que Shírov venció por 5,5-3,5.
Kaspárov tenía un resultado personal con Shírov muy apabullante, no habiendo ganado Shírov una sola partida clásica contra Kaspárov. No obstante Shírov se encontraba en el mejor momento de su carrera y cabe recordar que Alexander Alekhine y Bobby Fischer no habían ganado una sola partida contra José Raúl Capablanca y Borís Spaski respectivamente antes de lograr derrotarlos en el mundial.
En cualquier caso, rápidamente Kaspárov pareció descartar jugar con Shírov, manifestando en diversas entrevistas que no encontraba un patrocinador para ello. Entró en negociaciones con Anand para jugar contra él, pero este rechazó tal posibilidad. Finalmente ofreció dicho encuentro de manera inexplicable a su compatriota Krámnik, a pesar de que este había sido derrotado por Shírov en el encuentro que determinaba al retador.

## Match
El match fue jugado como mejor de 16 juegos, las victorias contando 1 punto, los empates ½ punto, y las derrotas 0, y acabaría cuando un jugador llegue a 8½ puntos. Si el match acabara en un empate 8 a 8, el campeón defensor (Kaspárov) retendría el título.
| Jugador          | 1 | 2 | 3 | 4 | 5 | 6 | 7 | 8 | 9 | 10 | 11 | 12 | 13 | 14 | 15 | Total |
| ---------------- | - | - | - | - | - | - | - | - | - | -- | -- | -- | -- | -- | -- | ----- |
| Gari Kaspárov    | ½ | 0 | ½ | ½ | ½ | ½ | ½ | ½ | ½ | 0  | ½  | ½  | ½  | ½  | ½  | 6½    |
| Vladímir Krámnik | ½ | 1 | ½ | ½ | ½ | ½ | ½ | ½ | ½ | 1  | ½  | ½  | ½  | ½  | ½  | 8½    |